# Роуз, Джейлен
Джейлен Энтони Роуз (англ. Jalen Anthony Rose; родился 30 января 1973, Детройт, Мичиган, США) — американский профессиональный баскетболист, выступавший с 1994 по 2007 годы в Национальной баскетбольной ассоциации. В настоящее время работает спортивным аналитиком на каналах ABC/ESPN. На студенческом уровне выступал за команду Мичиганского университета «Мичиган Вулверинс», в составе которой два года подряд (1992, 1993) играл в финале турнира NCAA. Кроме того он также является официальным представителем National Basketball Retired Players Association.

## Ранние годы
Джейлен Роуз родился в городе Детройт (штат Мичиган), учился в Юго-Западной школе Детройта, в которой играл за местную баскетбольную команду. В 1991 году принимал участие в игре McDonald’s All-American, в которой принимают участие лучшие выпускники школ США и Канады.
Мать Роуза придумала ему имя, скомбинировав имена его отца, Джеймса, и его дяди, Леонарда. Его биологический отец, Джимми Уокер, был выбран под первым номером на драфте НБА 1967 года, выступал на позиции защитника за «Детройт Пистонс» и «Хьюстон Рокетс» и два раза играл в матче всех звёзд (1970, 1972), он умер 2 июля 2007 года от рака лёгких. Роуз никогда не встречался с отцом в лицо, но в конце концов они несколько раз говорили по телефону.

## Студенческая карьера
После окончания школы Роуз поступил в Мичиганский университет, где в течение трёх лет выступал за команду «Мичиган Вулверинс», в которой провёл успешную карьеру, набрав в итоге 1788 очков, 477 подборов, 401 передачу, 119 перехватов и 29 блок-шотов. При Роузе «Вулверинс» ни разу не выигрывали регулярный чемпионат и турнир конференции Big Ten, однако три года подряд выходили в плей-офф студенческого чемпионата США (1992—1994). В сезонах 1991/1992 и 1992/1993 годов «Вулверинс» выходили в финал турнира NCAA, где проиграли командам «Дьюк Блю Девилз» (51—71) и «Северная Каролина Тар Хилз» (71—77) соответственно.
В составе «Росомах» Роуз играл под руководством главного тренера Стива Фишера, будучи частью легендарной команды первокурсников, получившей название «великолепной пятерки новичков», в которую кроме него входили Джимми Кинг, Джуван Ховард, Рэй Джексон и Крис Уэббер. Согласно среднестатистическим данным каждый из «великолепной пятерки» в сезоне 1991/1992 годов набирал в среднем за игру по 19 очков, сам же Джален в дебютном сезоне набрал 597 очков (в среднем за игру 17,6 очка), кроме того он был самым откровенным среди них и главным лидером команды. В 1999 году в Мичиганском университете разгорелся баскетбольный скандал, в ходе которого из игроков, вызванных в большое жюри (Роберт Трэйлор, Уэббер, Роуз, Морис Тэйлор и Луис Баллок), только Роуз среди перечисленных не получал в качестве взятки крупные суммы денег.

## Карьера в НБА
Играл на позиции атакующего защитника, лёгкого форварда и разыгрывающего защитника. В 1994 году был выбран на драфте НБА под 13-м номером командой «Денвер Наггетс». Позже выступал за команды «Индиана Пэйсерс», «Чикаго Буллз», «Торонто Рэпторс», «Нью-Йорк Никс» и «Финикс Санз». Всего в НБА провёл 13 сезонов. В 1995 году Роуз включался во 2-ю сборную новичков НБА, а в 2000 году признавался самым прогрессирующим игроком НБА. В 1994 году включался во 2-ю всеамериканскую сборную NCAA. Всего за карьеру в НБА сыграл 923 игры, в которых набрал 13 220 очков (в среднем 14,3 за игру), сделал 3193 подбора, 3527 передач, 729 перехватов и 315 блок-шотов.
Свои лучшие годы в качестве игрока НБА Роуз провёл в «Чикаго Буллз», в рядах которых он выступал на протяжении полутора сезонов (2002—2003). Самым лучшим в его карьере был сезон 2002/2003 годов, в котором он сыграл в 82 играх, набирая в среднем за матч 22,1 очка и делая 4,3 подбора, 4,8 передачи, 0,9 перехвата и 0,3 блок-шота.
После 16 игр в сезоне 2003-04 Роуз был обменян в «Торонто Рэпторс» вместе с тяжёлыми форвардами Донеллом Маршаллом и Лонни Бакстером.
3 февраля 2006 года, в середине сезона 2005–06,  он был обменян в «Нью-Йорк Никс» вместе с правом выбора в первом раунде драфта на Антонио Дэвиса, где он воссоединился с Ларри Брауном, своим тренером в течение года в «Индиана Пэйсерс».
3 ноября 2006 года Роуз объявил, что подпишет контракт с «Санз». 7 ноября было официально объявлено, что Роуз подписала годовой контракт на 1,5 миллиона долларов с «Финикс Санз». Роуз ушел из НБА в 2007 году, набирая в среднем за карьеру 14,3 очка, 3,8 передачи и 3,5 подбора за игру.